# Complot of Six
Complot of Six – debiutancki i jedyny album studyjny polskiego zespołu jazzowego Spisek Sześciu. Album został wydany w 1975 roku nakładem wytwórni Polskie Nagrania „Muza”. Wydawnictwo ukazało się jako 45. część serii Polish Jazz.
20 października 2017 roku album doczekał się reedycji na płycie CD oraz płycie gramofonowej. Reedycja ukazała się nakładem „Muzy” oraz Warner Music Poland.

## Lista utworów
| Nr | Tytuł utworu                                 | Długość |
| -- | -------------------------------------------- | ------- |
| 1. | „Wizje” (Na krawędzi – Pojedynek – Modlitwa) | 19:47   |
| 2. | „Amorphous”                                  | 6:20    |
| 3. | „Pieprzem i solą”                            | 3:50    |
| 4. | „Epitaphium”                                 | 8:50    |
|    |                                              | 38:47   |

## Twórcy
Opracowano na podstawie Discogs.
| Muzycy - Adam Bielawski – perkusja - Zbigniew Czwojda – trąbka - Leszek Paszko – puzon - Andrzej Pluszcz – gitara - Bogusław Razik – pianino, pianino elektryczne - Włodzimierz Wiński – saksofon tenorowy, saksofon barytonowy, lider, kompozytor Kwestie techniczne - Jacek Gawłowski – remastering - Michał Gola – operator dźwięku - Andrzej Karpiński – reżyser nagrania, pomysłodawca i redaktor serii - Anna Zając – producent wykonawczy | Pozostałe - Paweł Brodowski – redaktor - Łukasz Hernik – oprawa graficzna - Marek Karewicz – projekt graficzny - Paweł Karpiński – fotografia - J. Kazimierczak – fotografia - Przemysław Pomarański – fotoedycja - Marian Sanecki – fotografia - Ryszard Sielicki – pomysłodawca i redaktor serii - T. Tarkowski – fotografia - Tomasz Tłuczkiewicz – tekst z tyłu płyty - Antoni Zdebiak – fotografia - Tomasz Zymer – tłumaczenie na angielski tekstu z tyłu płyty |

Uwagi
1. 1 2 3 4 5 6  Dotyczy reedycji CD
2. 1 2  Imię nieznane

## Wydania
| Rok  | Nr katalogowy             | Format | Wytwórnia                                   | Uwaga                           |
| ---- | ------------------------- | ------ | ------------------------------------------- | ------------------------------- |
| 1975 | SX 1221                   | LP     | Polskie Nagrania „Muza”                     | Niebieska nalepka na płycie     |
| 1975 | SX 1221                   | LP     | Polskie Nagrania „Muza”                     | Czerwona nalepka na płycie      |
| 1975 | SX 1221                   | LP     | Polskie Nagrania „Muza”                     | Kremowa nalepka na płycie       |
| 2017 | 01902 9 57583 7 0         | CD     | Polskie Nagrania „Muza”                     | Reedycja CD                     |
| 2017 | SX 1221 01902 9 57583 5 6 | LP     | Polskie Nagrania „Muza” Warner Music Poland | Reedycja na płycie gramofonowej |